# Ravena
Ravena o Rávena (en italiano: Ravenna) es una ciudad italiana en la región de Emilia-Romaña, capital de la provincia homónima. Está situada en la llanura nororiental de la Romaña a pocos kilómetros del mar Adriático. Para el año 2020 tenía una población de 156 460 habitantes.
Rávena es famosa por sus monumentos bizantinos y paleocristianos, que revelan su origen antiguo y su papel histórico en el desarrollo italiano. A 8 km de la ciudad se extienden los lidi ravennati, playas inmensas en el verde de la famosa costa romañola. En Ravena se encuentra enterrado Dante Alighieri, autor de La divina comedia. A nivel deportivo, la ciudad es considerada como la cuna del voleibol en Italia.

## Historia

### Antigüedad
Los orígenes de Ravena son imprecisos. El primer asentamiento se atribuye de forma diversa a los tirrenos, los tesalios o los umbros. Rávena consistía en casas construidas sobre pilotes en una serie de pequeñas islas en una laguna pantanosa; una situación similar a la de Venecia varios siglos después.
Se remontan a mediados del primer milenio antes de Cristo. Los romanos la ignoraron durante su conquista del delta del Po, pero más tarde la aceptaron en la República romana como una ciudad federada en el año 89 a. C. En el 49 a. C., es el lugar en el que Julio César reunió sus fuerzas antes de cruzar el Rubicón. La ciudad tuvo cierta importancia estratégica por su situación fronteriza, y se construyó en tiempos de Augusto un puerto militar en la cercana Classe. Este puerto, protegido primero por sus propias murallas, fue una importante estación de la flota imperial romana. Actualmente la ciudad está tierra adentro, pero Rávena siguió siendo un importante puerto sobre el Adriático hasta principios de la Edad Media.

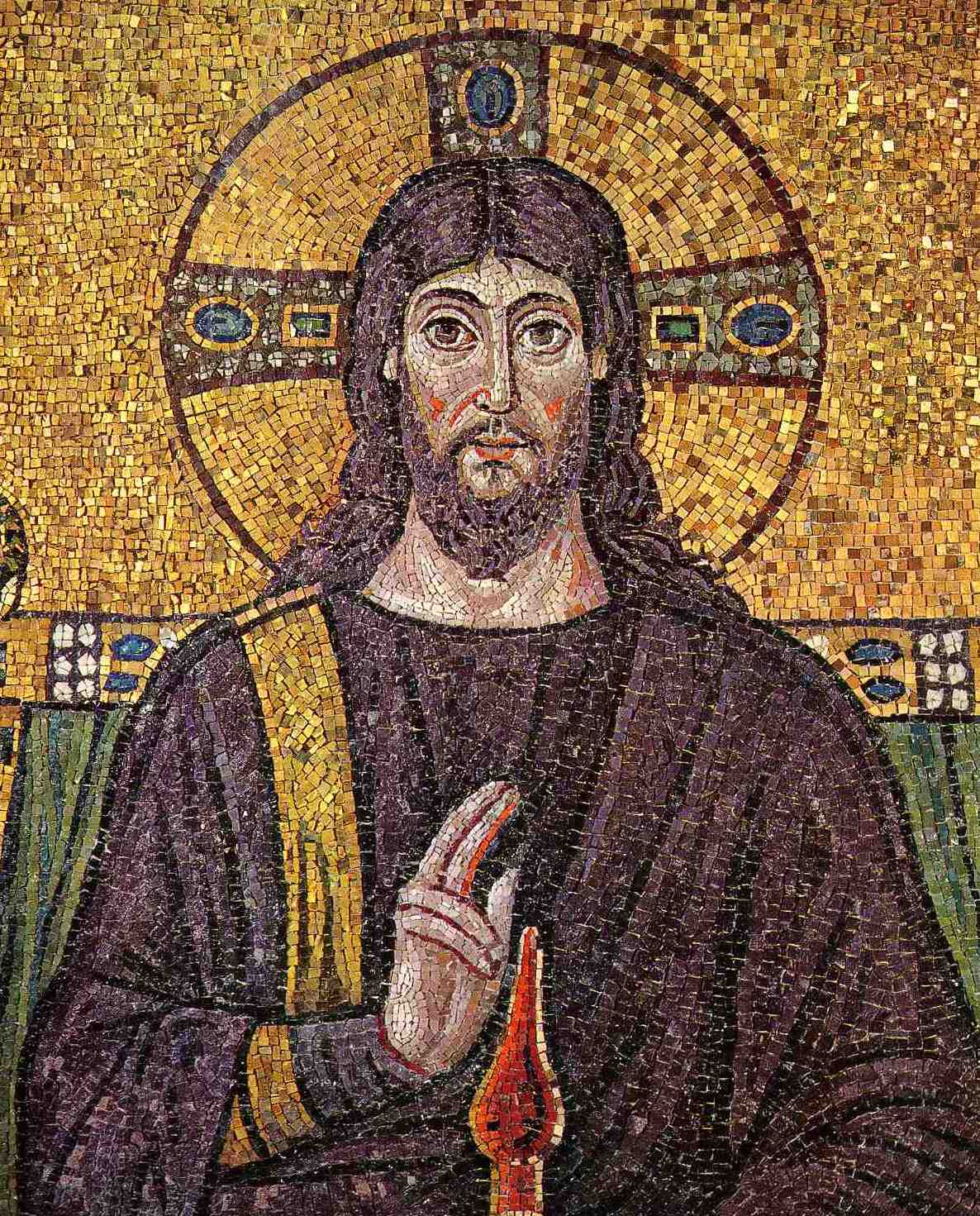
Mosaico ravenés del representando a Jesucristo con el pelo largo y barba, vestido como un sacerdote greco-romano y rey.

Durante las guerras germanas, Thusnelda, viuda de Arminio, y Marbod, rey de los marcomanos, estuvieron confinados en Rávena.
Ravena prosperó ampliamente bajo el gobierno romano. El emperador Trajano construyó un acueducto de 70 km de largo a principios del siglo II. En 402 fue la capital del Imperio romano de Occidente, pues el emperador Honorio trasladó aquí la corte imperial. El traslado se hizo, ante todo, con finalidades defensivas: Rávena estaba rodeada de ciénagas y pantanos y tenía fácil acceso a las fuerzas imperiales del Imperio romano de Oriente.
Sin embargo, en 409, el rey visigodo Alarico I simplemente evitó Rávena, y marchó a saquear Roma y tomar como rehén a Gala Placidia, hija del emperador Teodosio I. Después de muchas vicisitudes, Gala Placidia regresó a Rávena con su hijo, el emperador Valentiniano III y el apoyo de su sobrino, Teodosio II. Rávena disfrutó de un periodo de paz sin precedentes, durante el cual floreció la religión cristiana, y la ciudad obtuvo sus monumentos más famosos, tanto seculares (demolidos) como cristianos (conservados durante largo tiempo).
En 476, cayó el Imperio romano de Occidente. El emperador oriental, Zenón, envió al rey ostrogodo Teodorico el Grande a recuperar la península italiana. Después de la batalla de Verona, Odoacro se retiró a Rávena, donde soportó un sitio de tres años por parte de Teodorico, hasta que la toma de Rímini privó a Rávena de suministros. Después de que Teodorico asesinase a Odoacro, Rávena fue la capital del reino ostrogodo de Italia.

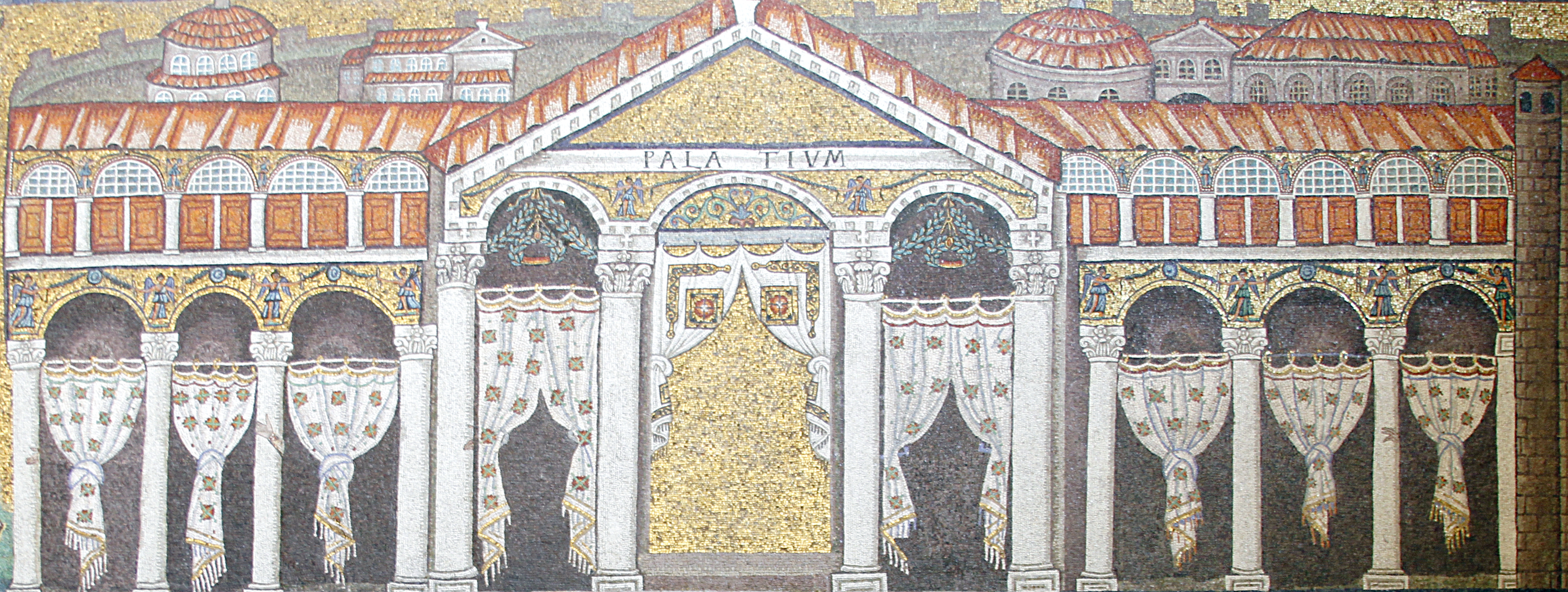
Mosaico contemporáneo del Palacio de Teodorico.

Después de 493, Teodorico empleó arquitectos romanos para estructuras seculares y religiosas, incluyendo el palacio perdido cerca de San Apolinar Nuevo; el «Palacio de Teodorico» fue un edificio anexo. Teodorico y sus seguidores eran arrianos, pero mantuvieron pacífica coexistencia con los latinos. Teodorico murió en 526 y fue sucedido por su hija Amalasunta, que fue asesinada en el año 535.
Sin embargo, el emperador romano de oriente Justiniano I era fanáticamente ortodoxo, y opuesto tanto al gobierno ostrogodo como a la variedad arriana del cristianismo. En 535 invadió la península itálica y en 540 conquistó Rávena. Rávena se convirtió en la sede del gobierno romano oriental en la península itálica (véase también guerra gótica). La Restauratio Imperii en Rávena también benefició al cercano puerto de Classe, que a veces es llamado la Pompeya de la antigüedad tardía. El resto más representativo de aquel periodo es la iglesia de San Apolinar (siglos VI-VII), cuyas reliquias fueron depositadas en la iglesia. Aunque Classe fue fundada durante el periodo romano, creció sobre todo en el Imperio tardío. Como puerto de Rávena, era una de las plataformas de intercambio clave en los siglos VI-VII, y el principal puerto de la costa adriática italiana.

### Exarcado de Ravena
Después de las conquistas de Belisario para el emperador Justiniano I en el siglo VI, Rávena se convirtió en sede del gobernador romano oriental de Italia, el Exarca, y fue conocido como el Exarcado de Rávena. Fue en esta época cuando se escribió el Anónimo de Rávena.

### Historia medieval y moderna
Los lombardos, bajo el rey Liutprando, ocuparon Rávena en 712, pero se vieron forzados a devolvérsela a los romanos. No obstante, en 751 el rey lombardo Astolfo tuvo éxito a la hora de conquistar Rávena, acabando de esta manera con el gobierno romano oriental en el norte de Italia.
El rey Pipino de Francia atacó a los lombardos a las órdenes del papa Esteban II. Rávena se convirtió entonces en territorio de los Estados Pontificios en 784. A su vez, el papa Adriano I autorizó al rey Carlomagno a tomar de Rávena cualquier cosa que quisiera. Carlomagno hizo tres expediciones de expolio a Rávena, llevándose una gran cantidad de columnas romanas, mosaicos, estatuas, y otros objetos muebles para enriquecer su capital, Aquisgrán.
Bajo el gobierno papal, el arzobispo de Rávena gozó de autocefalía respecto a la iglesia romana, un privilegio obtenido bajo el gobierno bizantino. Debido a las donaciones hechas por los emperadores otonianos, el arzobispo de Rávena era el más rico de Italia después del Papado y por lo tanto fue capaz de desafiar con éxito la autoridad temporal del papa de vez en cuando.
En 1198 Ravena dirigió una liga de ciudades de la Romaña contra el emperador, y el papa fue capaz de someterla. Después de la guerra de 1218 la familia Traversari fue capaz de imponer su mando sobre la ciudad, que duró hasta el año 1240. Después de un breve periodo bajo un vicario imperial, Rávena volvió a los estados papales en 1248 y de nuevo a los Traversari hasta que en 1275 los Da Polenta establecieron su largo señorío. Uno de los residentes más ilustres en la Rávena de esta época fue el poeta exiliado Dante.
En el siglo XV pasó a los venecianos. En efecto, el último de los Da Polenta, Ostasio III, fue expulsado por la República de Venecia en 1440, y la ciudad fue anexionada a los territorios venecianos. Rávena fue regida por Venecia hasta 1509, cuando la región fue invadida en el curso de las Guerras Italianas. En 1512, durante las guerras de la Liga Santa, Rávena fue saqueada por los franceses.

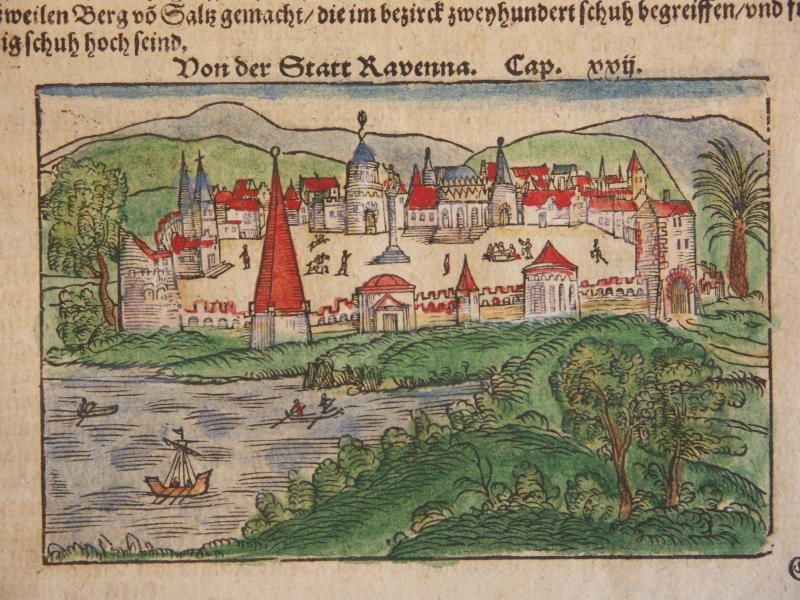
Rávena hacia finales del

Después de la rendición veneciana, Ravena fue nuevamente gobernada por legados del papa como parte de los Estados Pontificios. La ciudad resultó dañada en una enorme inundación que se produjo en mayo de 1636. A lo largo de los tres siglos siguientes, una red de canales desviaron los ríos cercanos y secaron los pantanos cercanos, reduciendo así la posibilidad de inundaciones y creando un amplio cinturón de tierra agrícola alrededor de la ciudad. Para comunicar a la ciudad con el mar el papa Clemente XII ordenó en 1729 construir el Canal Candiano, una vía navegable de 11 kilómetros que une el centro de la ciudad con el puerto exterior situado en la línea de costa. El canal sigue en uso y ha sido ampliado en varias ocasiones.
Además de otra breve ocupación veneciana (1527-1529), Rávena fue parte de los Estados Pontificios hasta 1796, cuando la anexionó el estado títere francés de la República Cisalpina (Reino de Italia desde 1805). Fue devuelta al papa en 1814. Ocupada por tropas piamontesas en 1859, Rávena y la zona de la Romaña que hay a su alrededor pasaron a formar parte del nuevo reino de Italia, unificado en 1861.
Durante la Segunda Guerra Mundial, la ciudad sufrió grandes daños. 52 campañas de bombardeo aliadas durante el transcurso de la contienda destruyeron una parte significante del arte paleocristiano característico de Rávena. Unas bombas dirigidas contra la estación de tren y sus alrededores acabaron pulverizando la Basílica de San Juan Evangelista en agosto de 1944. El 5 de diciembre de 1944 las tropas de la 4ª Guarda de Dragones "Princess Louise", la 5ª División Acorazada Canadiense y la 27ª Británica de Lanceros entraron y ocuparon Rávena. Un total de 937 soldados de la Mancomunidad de Naciones que perecieron en el invierno de 1944 a 1945 están enterrados en el Cementerio de Guerra de Rávena, incluyendo a 438 canadienses.

## Demografía
| Gráfica de evolución demográfica de Ravena entre 1861 y 2020 |
|                                                              |
| Fuente ISTAT - elaboración gráfica de Wikipedia              |

### Etnias y minorías extranjeras
Al 31 de diciembre de 2023, en la localidad residían 17.951 extranjeros, el 11,43 % de la población.

## Monumentos
Los «monumentos paleocristianos de Ravena» fueron declarados por la Unesco Patrimonio de la Humanidad en el año 1996, todos ellos en la provincia de Rávena (región de Emilia-Romaña). Ocho son las localizaciones de este lugar del patrimonio mundial:
| Código  | Nombre                                      | Localidad | Coordenadas                                      |
| ------- | ------------------------------------------- | --------- | ------------------------------------------------ |
| 788-001 | Mausoleo de Gala Placidia                   | Rávena    | 44°25′15.5″N 12°11′49.2″E / 44.420972, 12.197000 |
| 788-002 | Iglesia de San Vital                        | Rávena    | 44°25′13.5″N 12°11′46.5″E / 44.420417, 12.196250 |
| 788-003 | Baptisterio neoniano (Baptisterio ortodoxo) | Rávena    | 44°24′57.3″N 12°11′51.4″E / 44.415917, 12.197611 |
| 788-004 | Capilla arzobispal                          | Rávena    | 44°24′55.8″N 12°11′51.9″E / 44.415500, 12.197750 |
| 788-005 | Basílica de San Apolinar Nuevo              | Rávena    | 44°25′00″N 12°12′16.5″E / 44.41667, 12.204583    |
| 788-006 | Baptisterio arriano                         | Rávena    | 44°25′07.4″N 12°12′08.6″E / 44.418722, 12.202389 |
| 788-007 | Mausoleo de Teodorico                       | Rávena    | 44°25′29.2″N 12°12′31.2″E / 44.424778, 12.208667 |
| 788-008 | Basílica de San Apolinar en Classe          | Classe    | 44°22′48.3″N 12°13′56.9″E / 44.380083, 12.232472 |

De todos estos importantes edificios paleocristianos, destacan el oratorio de San Lorenzo, conocido como el mausoleo de Gala Placidia, y los baptisterios ortodoxo y arriano. Los edificios más imponentes son la basílica arriana de San Apolinar Nuovo, construida por Teodorico, y la iglesia de San Vital, construida por Justiniano I.
En las proximidades de la ciudad se encuentra la basílica de San Apolinar in Classe, que pertenecía al puerto de Clase, hoy desaparecido. Este edificio es más antiguo que las basílicas de la ciudad.
San Vital - La iglesia fue erigida en la primera mitad del siglo V, sobre el lugar en que, según la tradición, fue martirizado Vital, cristiano del siglo I. Es un edificio de ladrillos octogonal, coronado por una cúpula. Su espléndido interior está formado por una pieza central circundidada por pilastras. Las paredes de este último están revestidas por una serie de mosaicos excepcionales (520-550 aproximadamente): en el ábside, a la izquierda, Justiniano y su séquito y a la derecha, Teodora y su cortejo de matronas y ministros, obras maestras del arte musivo ravenés; en el interior de la cúpula del ábside: Cristo entre dos Arcángeles, San Vital y el obispo Ecclesio.
Mausoleo de Gala Placidia - Es un pequeño edificio de ladrillos con planta central, que probablemente debe su nombre a la emperatriz que lo hizo construir como propio monumento sepulcral (siglo V). Su sugestivo interior está revestido completamente por magníficos mosaicos del siglo V.
San Apolinar Nuevo - Esta iglesia fue edificada por Teodorico a principios del siglo VI y destinada a las funciones religiosas de los arrianos; en la segunda mitad del mismo siglo fue transformada en iglesia católica. Es un sencillo edificio flanqueado por un bonito campanario cilíndrico (siglo IX). Su magnífico interior, basilical, está dividido en tres naves por columnas con bellos capiteles bizantinos; las paredes de la nave central están revestidas por espléndidos mosaicos del siglo VI realizados, en parte, bajo el reinado de Teodorico; la decoración se desarrolla en tres franjas superpuestas: en la superior, a la derecha y a la izquierda, están representadas escenas del Nuevo Testamento; en la zona central, entre las ventanas, hay figuras de Profetas y Santos; en la parte inferior, a la izquierda, una vista del puerto de Classe, la Procesión de los Magos y de 22 vírgenes y la Virgen con el Niño en trono, entre cuatro ángeles; en cambio a la derecha, están representados el palacio de Teodorico en Rávena, un cortejo de 26 mártires y Cristo.
San Francisco - Fue fundada en la segunda mitad del siglo V y sufrió alteraciones en el periodo barroco. El altar mayor está constituido por la urna de san Liberio (siglo IV) y la primera capilla a la derecha, está decorada por esculturas del siglo XVI de Tulio Lombardo.
Tumba de Dante - Dante Alighieri, el mayor de los poetas italianos, fue desterrado de Florencia y acogido en 1317 en Ravena, por Guido Novello da Polenta, en cuya corte compuso una parte de la Divina Comedia. El templete que hospeda sus restos fue construido en 1780 por Camillo Morigia.
Mausoleo de Teodorico - Esta maciza construcción, de gusto claramente bárbaro, fue erigida por Teodorico en el 520 y destinada a su propio sepulcro. Tiene dos pisos, con una cúpula, constituida por una pieza única de piedra calcárea.
San Apolinar in Classe - Surge entre los bellos pinares de la costa y es uno de los de los pocos restos que se conservan de la antigua ciudad de Classe, que fue el puerto de Rávena; la basílica fue construida en el siglo VI; el monumental campanario es del siglo X.